# Fützen

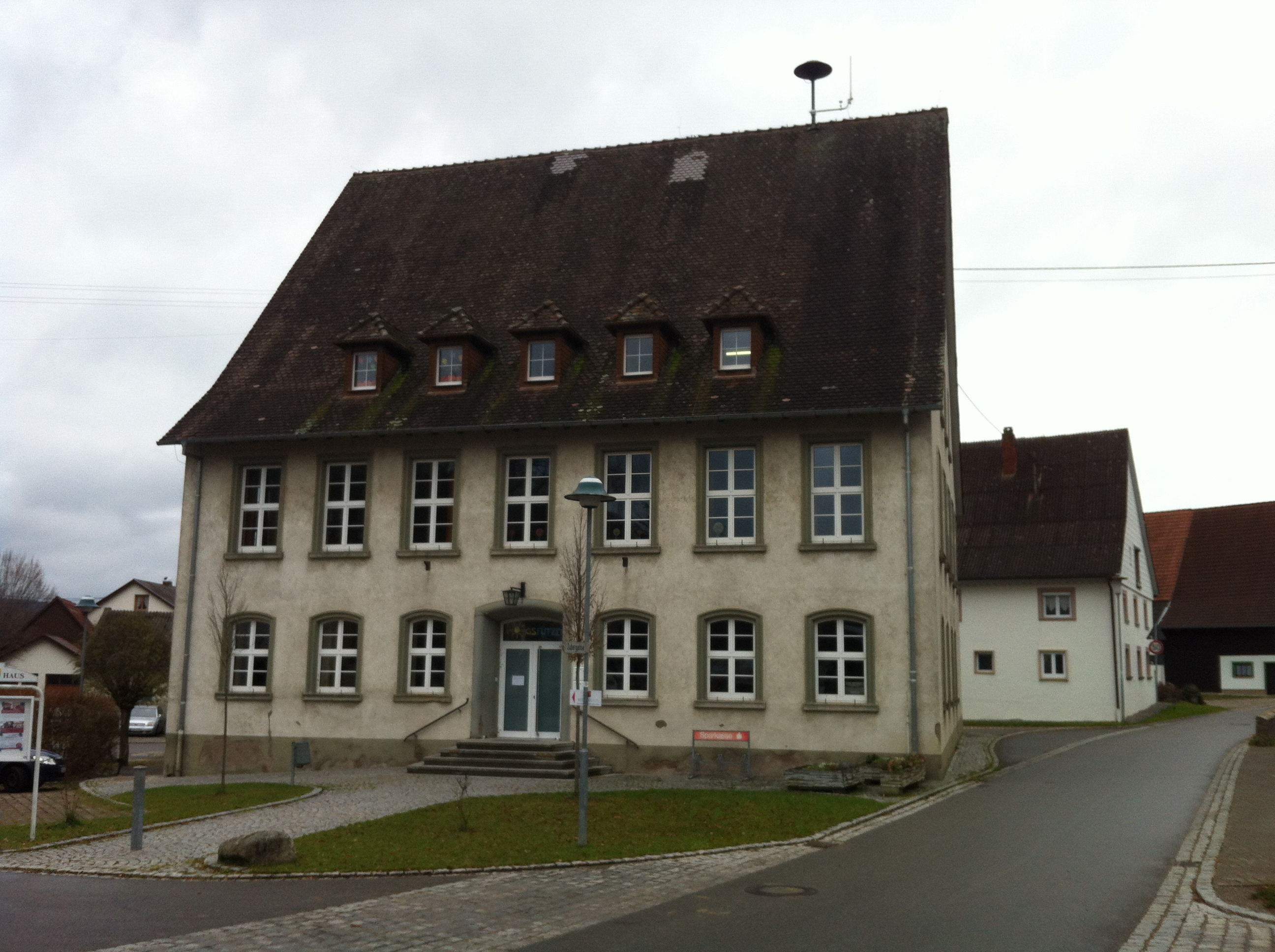
Heute „Altes Rathaus“, Bau von 1788

Fützen (noch 1715: Fuetzheim) ist seit 1975 Ortsteil der Stadt Blumberg im Schwarzwald-Baar-Kreis in Baden-Württemberg. Auf der Gemarkung der Ortschaft, die von der Bundesstraße 314 umfahren wird, liegt ein Bahnhof der historischen Strategischen Bahn zur Umgehung des Schweizergebietes, die auch Wutachtalbahn und heute „Sauschwänzle“-Museumsbahn genannt wird.

## Lage

Die Lage von Fützen zwischen dem Wutachknie und dem Randen

Fützen liegt im sich bereits weit öffnenden Talkessel an der Straße von Blumberg über Grimmelshofen nach Stühlingen und weiter in die Klettgaulandschaft. Nördlich wird die Tallandschaft vom Buchberg eingefasst, im Osten und Süden vom Randengebirge und der nahen Schweizer Grenze sowie westlich von der Wutachschlucht. Im Süden entlang der Wutach verläuft die Verbindung zur Ortschaft Grimmelshofen und der Stadt Stühlingen. Der Durchgang wird markiert vom „Fützener Viadukt“ der Strategischen Bahn. Die Fützener Gemarkung erstreckt sich vom tiefsten Punkt bei ca. 500 m ü. NN bis zum Gipfel „Hoher Randen“ auf 924 m ü. NN. In der Nachbarschaft befindet sich die Ortschaft Epfenhofen.

## Ortschaft
Fützen hat heute etwa 785 Einwohner und eine Gemarkung von ca. 1807 ha. In der Ortschaft befinden sich eine Gastwirtschaft, eine Metzgerei, jedoch kein Lebensmittelhandel mehr. An Gemeindeeinrichtungen besteht die Mehrzweckhalle Buchberghalle.
Das Ortsbild wird von Gebäuden geprägt, die auf die Bedeutung des Ortes in früheren Zeiten hinweisen, etwa das „Alte Rathaus“. Die Daten des Erstbaus sind unbekannt, ursprünglich befand sich unten eine Taverne. Bau des „neuen Rathauses“ (1784–1788) mit Einrichtung von Schulräumen (Winterschule bereits vor 1594 erwähnt, seit 1700 existierte ein Schulhaus), 1902 umgebaut, am 26. April 1945 niedergebrannt, der rekonstruierte Neubau war 1951 wieder errichtet.
Fützen wird von einem siebenköpfigen Ortschaftsrat vertreten, Georg Schloms ist Stadtrat in Blumberg, Andrea Gut ist Ortsvorsteherin.

## Religiöse Gemeinschaften
Früh wird ein katholischer Pfarrer von Fützen genannt, der für die bald nach dem Dreißigjährigen Krieg unbesetzte Blumberger Pfarrei mit dem Riedöschinger Pfarrer „Aushilfe bis 1655 (leistete)“. Jahrhunderte war die katholische Pfarrei selbstständig, sie wurde erst nach dem Zweiten Weltkrieg Blumberg zugeordnet.

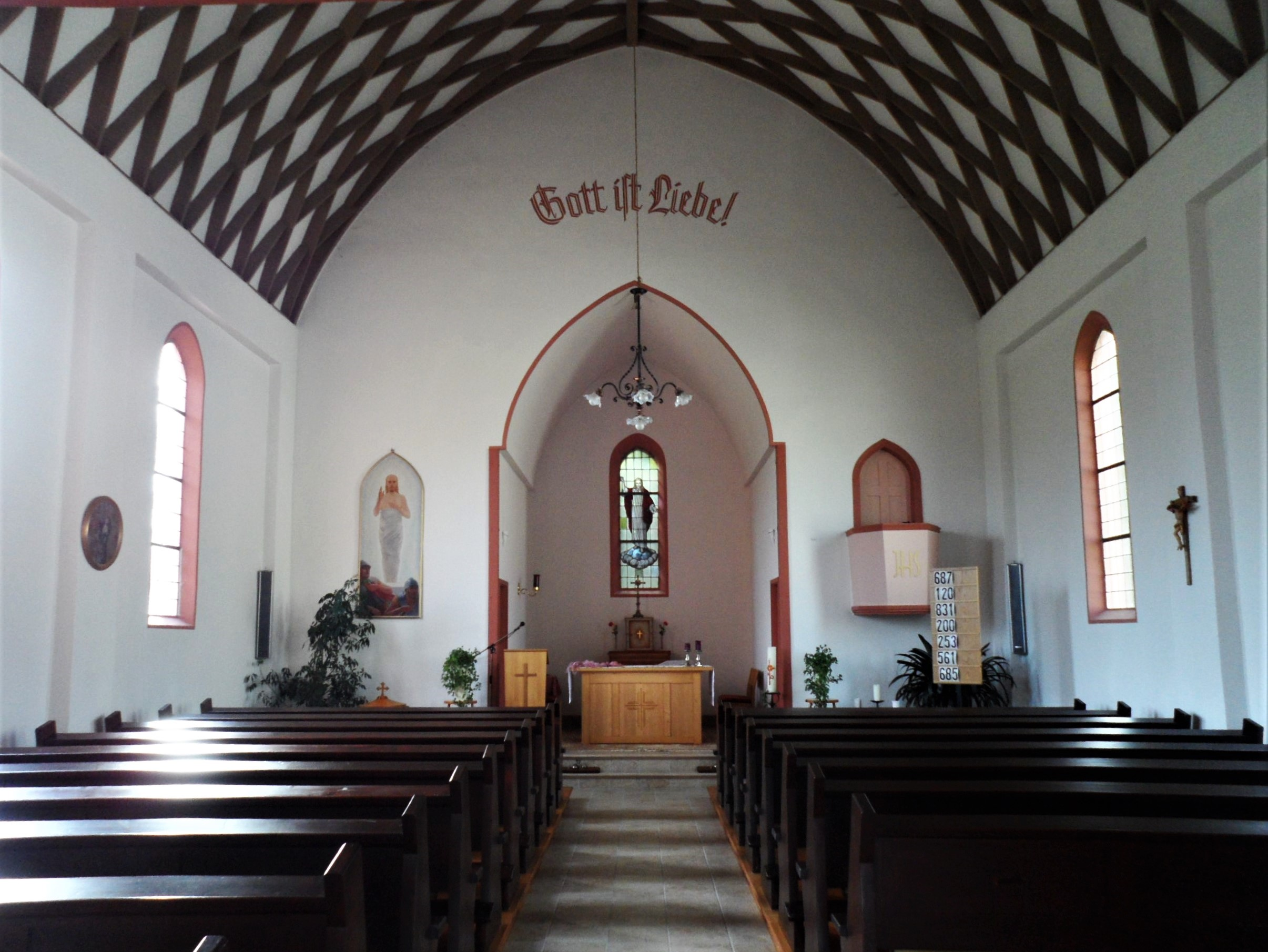
Die altkatholische Kirche in Fützen

Die Altkatholiken der Region nahmen 1934 ihre Angelegenheiten selbst in die Hand: „Die vier Gemeinden Blumberg, Epfenhofen, Fützen und Kommingen taten sich zusammen, um in Blumberg ein eigenes Pfarrhaus und in Fützen eine eigene Kirche zu bauen.“
Nach dem Zweiten Weltkrieg gehörten die Evangelischen von Fützen dann auch wie in anderen Gemeinden zur evangelischen Pfarrei Blumberg.

## Naturraum

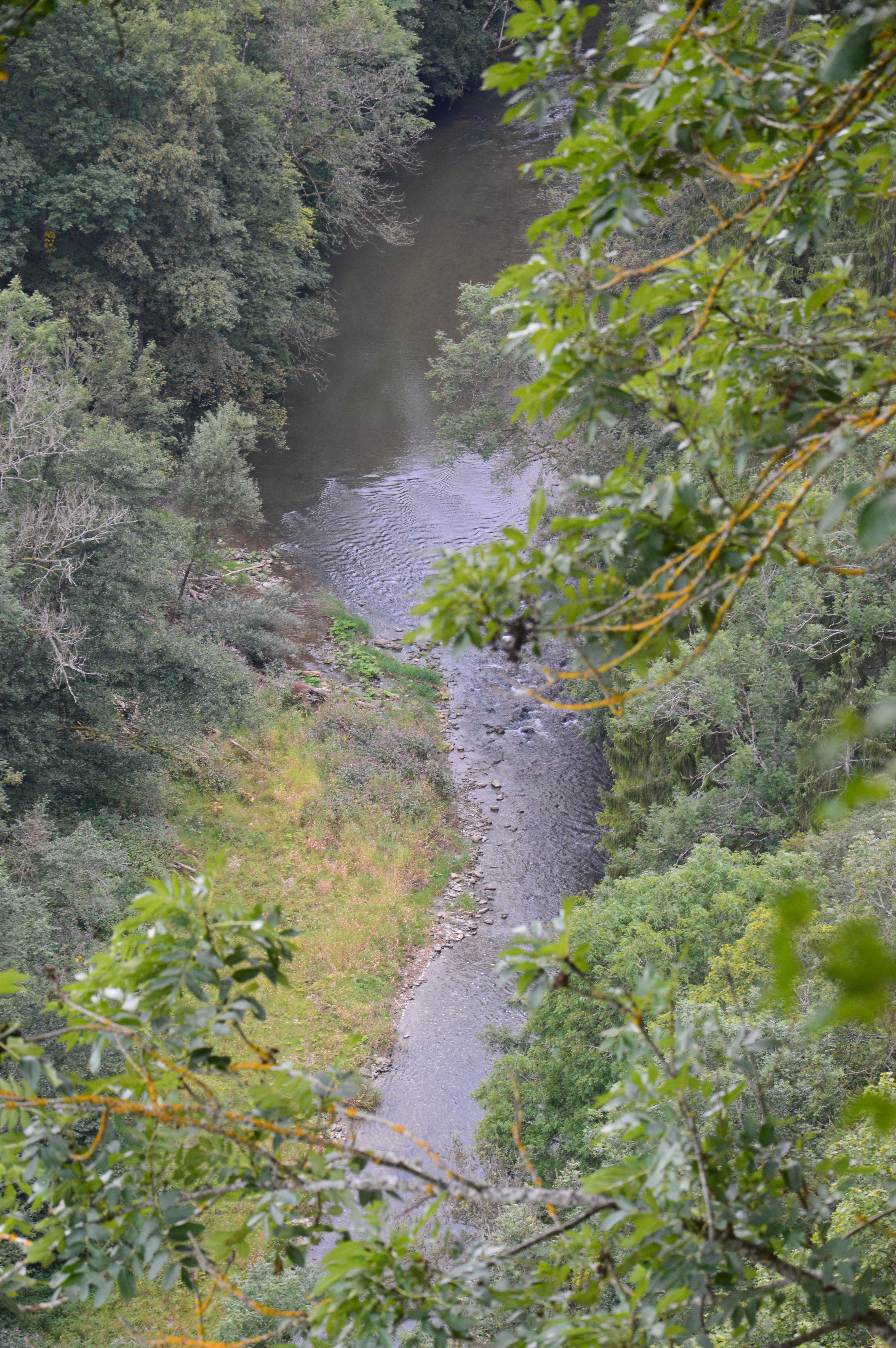
Wutach in den Fützener Flühen

In der Literatur zur Wutachschlucht wird insbesondere auf den Naturraum der Wutachflühen auf Fützener Seite hingewiesen – mit Felstürmen, seltenen „Alpenpflanzen der schattigen Tobel und Schutthalden“ und noch ursprünglichem Waldbestand, der „die standörtlichen Bedingungen wiederspiegelt [sic.].“

## Geschichte

### Frühzeit
Auf eine Besiedlung in der Frühzeit weist ein Fund an der Gemarkungsgrenze nach Grimmelshofen hin: Aus der Römerzeit (1. bis 4. Jhdt. n. Chr.) ist „aus Fützen, Gewann Schlattereck, eine villa rustica überliefert. Sie liegt zum Teil auf schweizerischem Gebiet. […] Die Fundstelle ist mindestens seit 1825 bekannt. […]“ Heinrich Schreiber berichtet [um 1850], „daß 'Fundamente eines römischen Gebäudes mit Besetzplatten und großen Leistenziegeln' entdeckt wurden und zugleich kamen Metallstücke, ferner Silberstücke, dicker als Groschen mit Köpfen zum Vorschein.“ Unklar ist, ob die römische Heeresstraße von Juliomagus (Schleitheim) nach Brigobanne (Hüfingen) durch den Talkessel und Fützen führte. Eine Wegverbindung zur Villa bei Fützen bestand mit Sicherheit. Nach dem Rückzug der Römer besiedelten Alamannen die Region, und auch hierzu gibt es eine Überlieferung: „In Fützen wurden 'beim Graben des Vorplatzes des Jacob Meisterschen neuen Hauses' nach einem Bericht von 1848 'mehrere Gräber mit Skeletten, Schwertern, Messern und Schmuckstücken' gefunden. Der württembergische Hauptmann Lieb, der 1848 im Pfarrhaus zu Fützen im Quartier lag, ließ durch Soldaten seiner Kompanie nachgraben. Dabei wurden eine Spatha, ein Schildbuckel, eine Lanzenspitze mit Lanzenschuh, Sporenreste 'immer nur an einem Fuß', Messer, Schnallen und Schmuckstücke geborgen. Die Funde sind zum größten Teil verschollen, einige Stücke jedoch im Württembergischen Landesmuseum in Stuttgart ausgestellt.“ Interpretiert werden die Funde als merowingisch, d. h., sie stammen von den fränkischen Überwindern der Alamannen (nach Ende des 5. Jhdt.).

### Mittelalter und Neuzeit

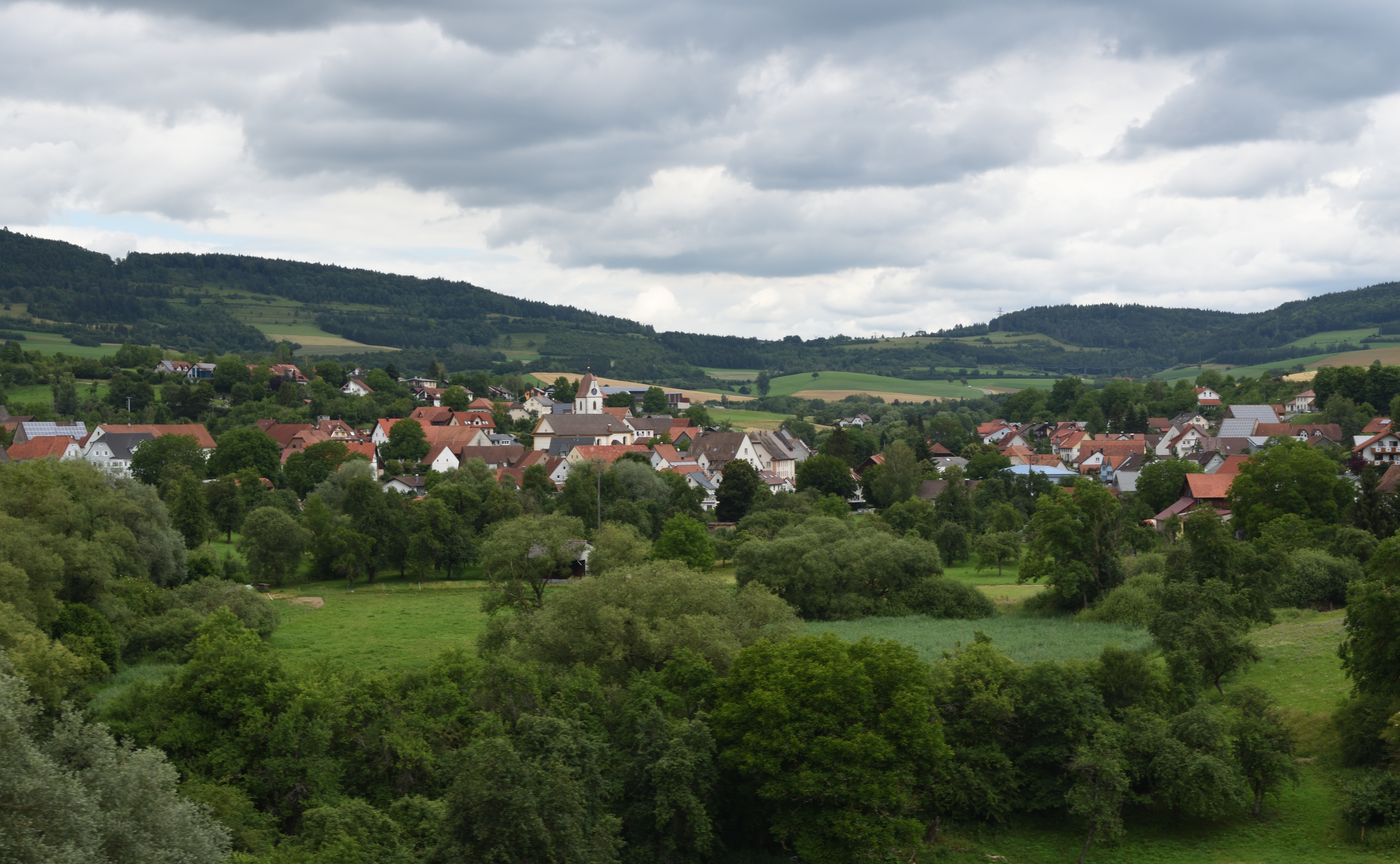
Ortschaft mit historischem Kern um die Kirche

1083 urkundliche Ersterwähnung als „Phoezen“ oder „Phoezin“. Später Nennung einer Familie als „Herren von Vuezen“ (12./13. Jahrhundert). Der Ortsname wird auf den Märtyrer und Kirchenpatron Vitus zurückgeführt und entwickelte sich über Vitshem, Vitsheim, (Urkunde 1433: Fietsheimb), Phiezen, Fiezen zu Fützen weiter. Die Erstnennung Fützens nimmt als Ausgangspunkt „die handschriftlichen Aufzeichnungen des Paters Ambrosius Eichhorn, der von 1797 bis 1799 in Fützen als Pfarrer wirkte. Im Jahre 1883 hat der Schleitheimer S. Pletscher, in seinem Verlag diese handschriftlichen Niederschriften veröffentlicht.“
„In alten Urkunden kommt die Ortschaft zum ersten Mal vor im Jahre 1083, dem 4. Januar (Gerb. Hist. Silv. T III p 73), da Papst Innocentius II. die Güter des Klosters St. Georgen bei Villingen bestätigt, unter welcher der dritte Teil des Dorfes Fützen gerechnet wird: Tertiam partem villae Phiezen. – Hernach, im Jahre 1179, dem 28. März, in einer Bulle Papst Alexanders III. (Neugart Codex dpl. Alem. T.H.p. 105), wo abermals der dritte Teil des Dorfes Fützen nebst Kirche besagtem Kloster (St. Georgen) zugeschrieben wird: Tertiam partem villae Fuezen cum Ecclesia, woraus erhellet, daß Fützen wenigstens schon damals eine Pfarrkirche müsse gehabt haben. Wohin die zwei anderen Teile dieses Fleckens hingehört haben, ist noch nicht bekannt.“
Die Herren von Fützen
Ebenfalls unbekannt ist, „wie und auf welche Weise Fützen eine Ortschaft der Herrschaft Blumegg wurde und in den Besitz der Herren von Blumegg kam.“ Die Burg Blumegg wird im Besitz eines Familienmitglieds der Herren von Blumberg erstmals 1292 erwähnt.
„Der letzte Angehörige der Herren von Blumegg war Gregor Gaudenz von Blumegg. Mit ihm starb diese Familie aus.“
„Einige Jahre vor seinem Tod verkaufte er sein Herrschaftsgebiet im Jahre 1366 an Egloff von Wollfurth. Ulrich von Wolffurth, ein Nachkomme des Egloff von Wollfurth verkaufte dann die Herrschaft Blumegg an Friedrich von Friedingen. Aber nicht lange blieb die Herrschaft Blumegg, zu der die Ortschaften Blumegg mit Burg, Dillendorf, Fützen, Grimmelshofen, Lausheim, Ewattingen, Aselfingen, Opferdingen und Eschach gehörten, im Besitz der Herren von Friedingen. Friedrich von Friedingen verkaufte die Herrschaft Blumegg im Jahre 1432 an das Reichsstift St. Blasien.“ Aber bereits im Jahre 1436 trat der damalige Abt Nikolaus von St. Blasien diese Herrschaft wieder für 12.712 Gulden an die Edlen von Hallwyl (auch Hallwil geschrieben) käuflich ab.

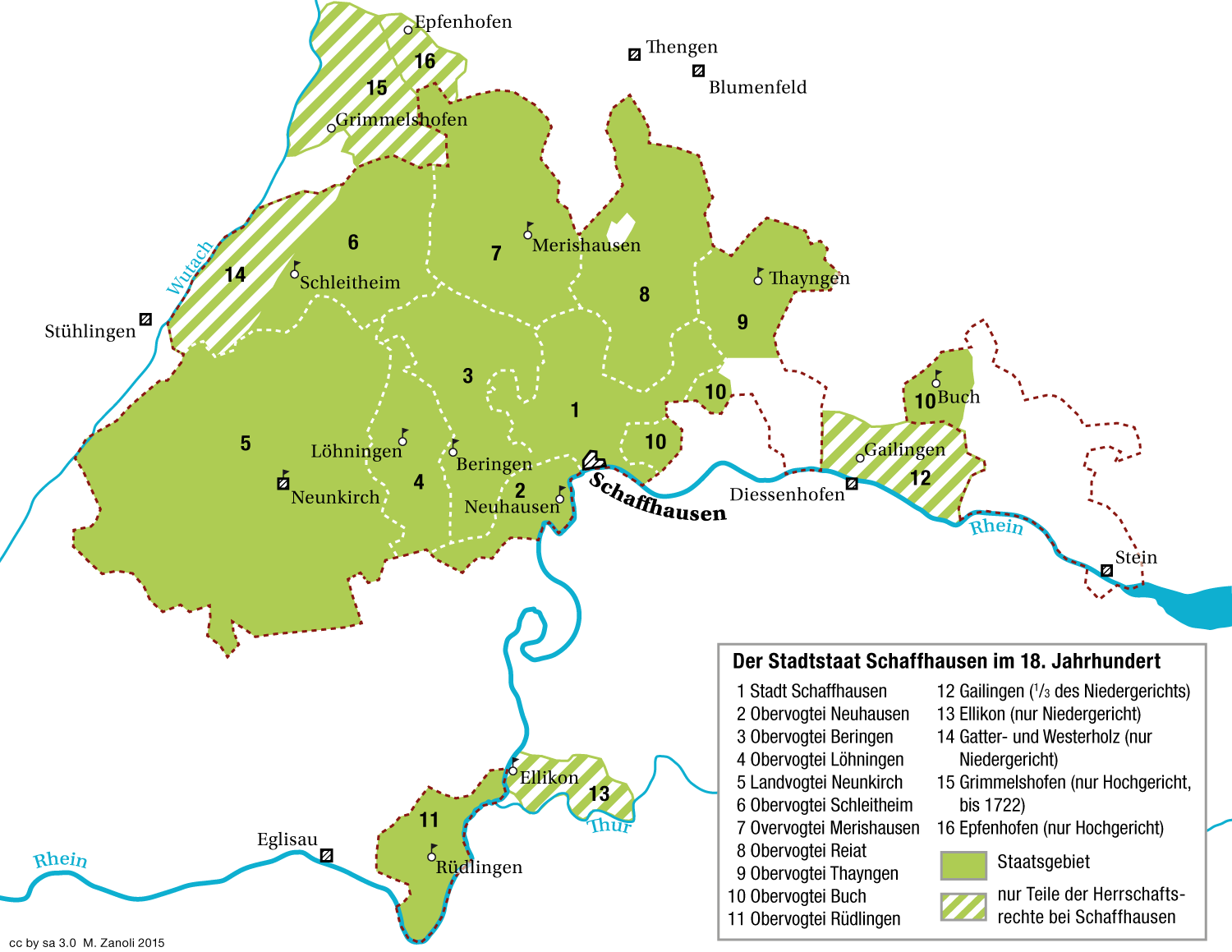
Territorien mit Schaffhauser Hoheitsrechten (schraffiert)

Die Ortschaft Fützen gehörte nun „vom Jahre 1448 bis 1806 ununterbrochen dem Freien Reichsstift St. Blasien.“ Im Mittelalter wechselnde Klosterherrschaft und lange Besitzstreitigkeiten zwischen der Stadt Schaffhausen und den Stühlinger Landgrafen.
Die historische Verkehrslage der Ortschaft von der Anhöhe der Schwäbischen Alb hinunter in die Rheinuferlandschaft Klettgau bot die Vorteile einer 'Durchgangsstation'; allerdings wurde die Siedlung auch regelmäßig Opfer von Truppendurchzügen – überliefert ist im Dreißigjährigen Krieg die Plünderung 1634 beim Durchzug eines schwedischen Kommandos unter Schaffalitzky mit dem Ziel Küssaburg, deren Besatzung dann die eigene Festung in Brand gesetzt haben soll.
1722 endgültige Übernahme durch das Kloster St. Blasien.

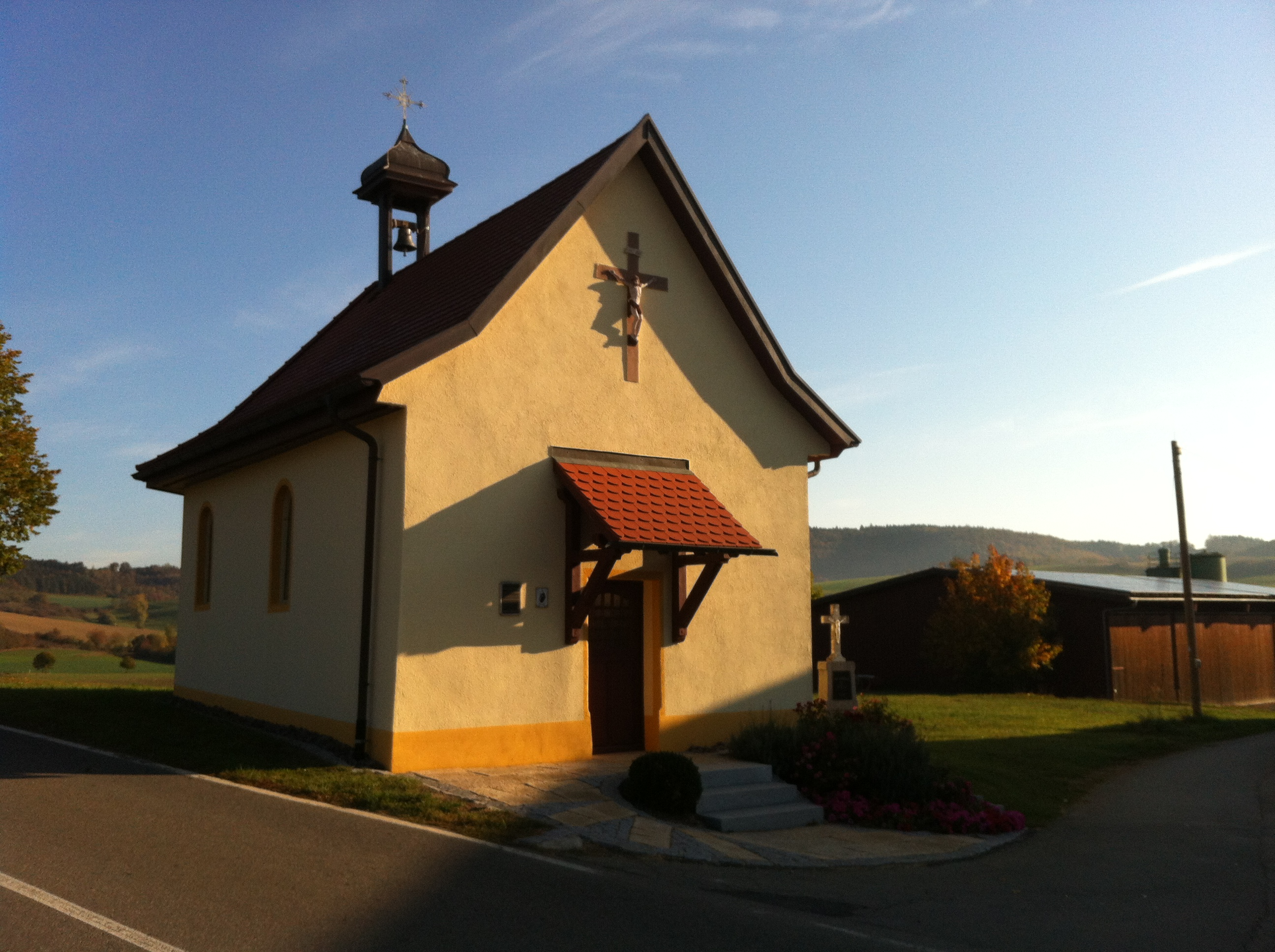
Die Antonius-Kapelle an der alten Landstraße

Die Antonius-Kapelle wurde von der Gemeinde nach dem Siebenjährigen Krieg (1756–1763) erbaut.
Marktstätte
Fützen war nicht nur Gerichts-, sondern schon im Mittelalter Marktstätte (erste Beurkundung erst am 18. Juli 1561), und damit war auch das Recht des 'Münzwechsels' verbunden.

„Meist (war) es üblich, daß in den [umliegenden] Herrschaftsgebieten andere Währungen galten. […] Bauern und Tagelöhner, die von auswärts zur 'Messe und zum Markt kamen', (mußten) zuerst ihre Münzen wechseln. Zu diesem Zweck war ein Mann bestellt worden, der auf dem Marktgelände eine Bank aufgestellt hatte und dort Währungen umwechselte. Kam nun ein Mann von auswärts […] zum Markt, so sagte er, bevor er mit seiner Frau zu den Verkaufsständen ging: warte einen Augenblick, ich muß zuerst zur Bank!“

Das Marktrecht – insbesondere „die Genehmigung zum 'Aufstellen der Stände zu erteilen und das Standgeld' einzuziehen“ – hielt sich ungeschmälert bis 1806, vermutlich, weil St. Blasien und Schaffhausen an dem Umschlagplatz („auch Vieh in großen Mengen“) beide interessiert waren. Trotz vielfachen Streites um das „Standrecht“ (und dessen Einkünfte) „ließ sich das Gotteshaus St. Blasien dieses Recht niemals einschränken oder gar wegnehmen.“
„Bis zur Auflösung des Freien Reichsstiftes Sankt Blasien durch die Säkularisation (1806) […] kam Fützen zum Bezirksamt Bonndorf, das vom Rent- und sanktblasianischen Regierungsamt […] in ein badisches Bezirksamt umgewandelt“ worden war.

### Strategische Bahn

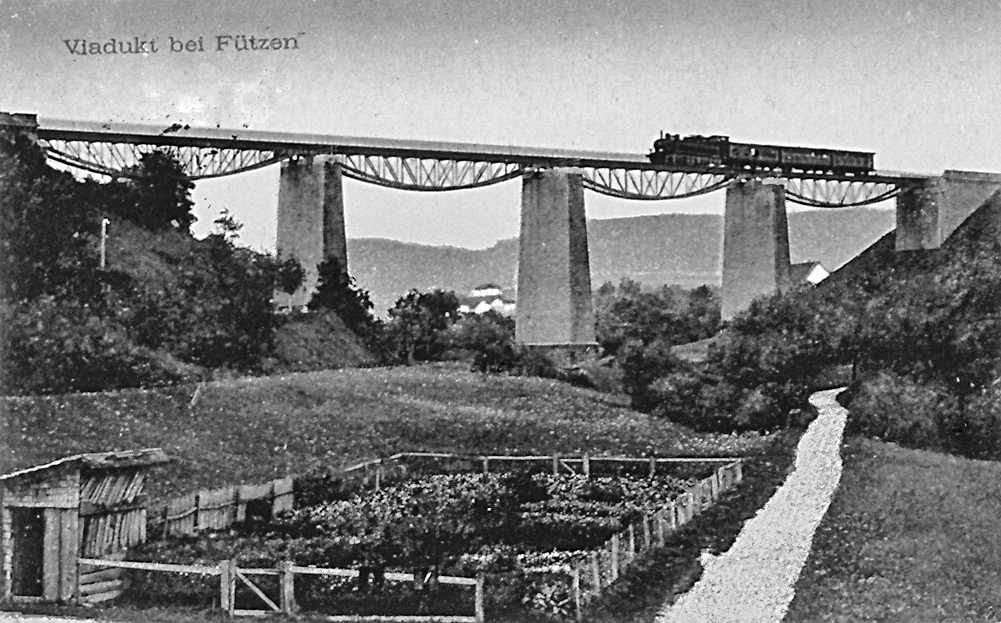
Der Viadukt um 1920

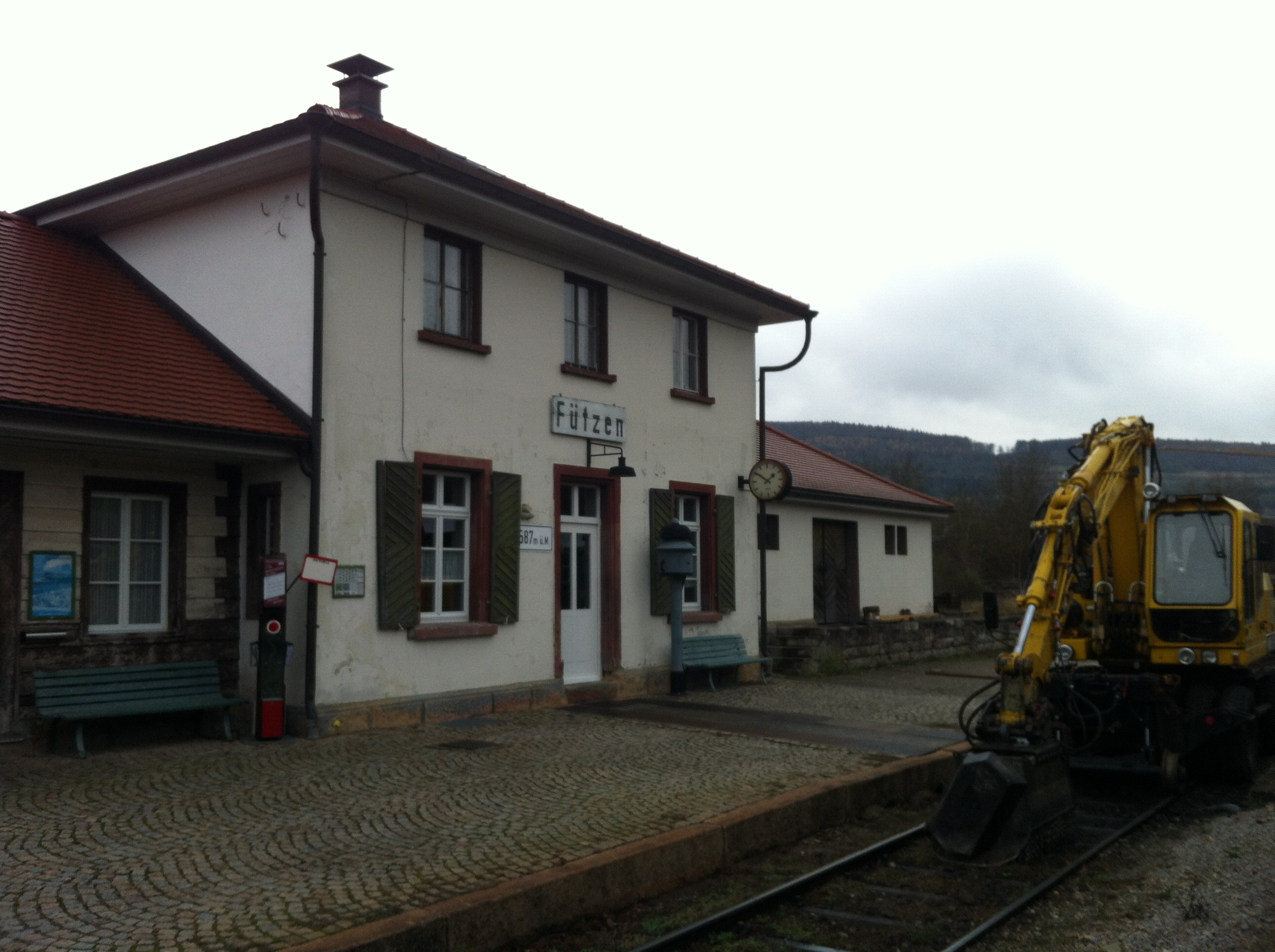
Bahnhof Fützen der Strategischen Bahn

Der Bau der Strategischen Bahn von 1887 bis 1890 bedeutete für die Ortschaft einen Sprung aus traditionellen, landwirtschaftlichen Verhältnissen in die moderne Welt: Zwar erwiesen sich die Einheimischen nicht als ‚taugliche‘ Eisenbahnarbeiter, doch verdienten die Familien sehr gut über Einquartierung und Verpflegung der meist ausländischen, vor allem italienischen Arbeiter.
Fützen besaß einen Bahnhof an der Strategischen Bahn, der heute als Station der Museumsbahn fungiert.

### 20. Jahrhundert
Großbrand am 7. Oktober 1910. Das Feuer brach im Gasthof „Hirschen“ aus, durch „unberechenbaren Ostwind“ griff es auf weitere 14 Gebäude beiderseits der Hauptstraße über, die bis auf die Grundmauern zerstört wurden. Besuch und Hilfszusage durch Großherzog Friedrich I. von Baden.
Im April 1945, als ein Rest der 19. deutschen Armee auf dem Rückzug durch den Schwarzwald den Ort gegen nachdrängende französische Truppen hartnäckig verteidigte, um einen Durchbruchsversuch aus dem Talkessel in Richtung Bodensee und Allgäu abzuschirmen, kam es zu Nahkämpfen im Dorf. Danach waren 16 Häuser verbrannt und fast alle anderen sowie der Kirchturm stark beschädigt. Die Gewölbekeller einiger Gebäude bewirkten, dass unter den Bewohnern, die zum Teil auch an die Schweizer Grenze geflohen waren, mit drei Toten und mehreren Verletzten die Opferzahl relativ gering blieb.
1946 wurde ein Gipswerk mit Anlage mit Stollenbau gegründet. Der Gipsabbau ist seit 1795 dokumentiert. Nach Einstellung der Gipsbrennerei 1974 „Abbruch der Gebäude nach Stilllegung 1977.“
Nach längerem Sträuben wurde Fützen am 1. Januar 1975 zum Abschluss der badischen Gebietsreform als Ortsteil von Blumberg eingemeindet.
Ab 1985 fand eine Ortsbilderneuerung im Rahmen des Landesentwicklungsprogrammes statt: Realisierung von Kläranlage, Kanalisation und Sammler, Renovierung zahlreicher Gebäude nach vier Erhaltungskategorien, Erschließung des Neubaugebietes „Ob der Kapellengasse II“, Erhaltung historischer Strukturen, Verkehrsentwicklung, Naturschutz (Abschluss 1990).
Der Bau der Umgehungsstraße (B 314) begann 1986 und war 1994 abgeschlossen.

### Anfänge des kirchlichen Lebens in Fützen

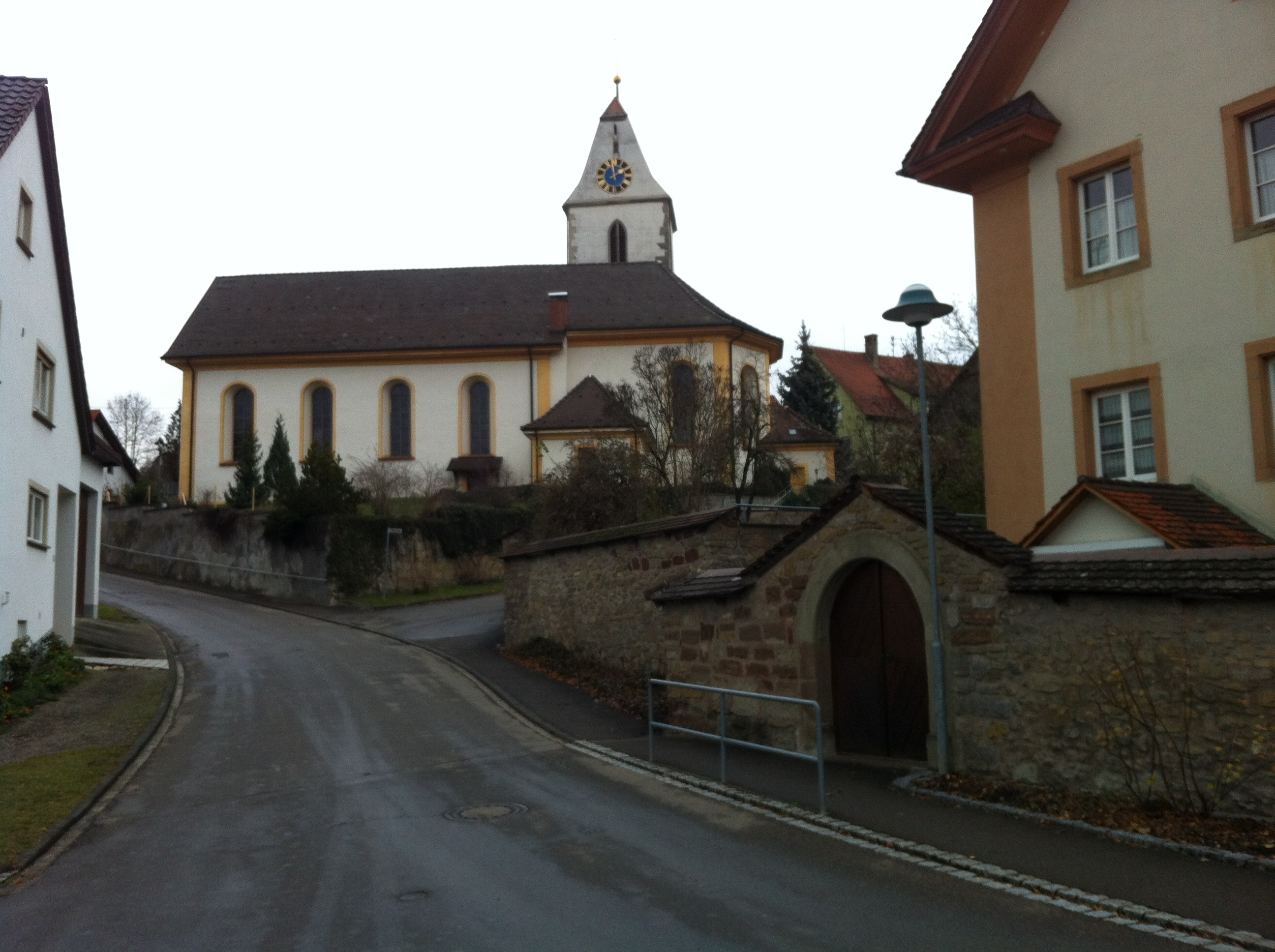
Kirche St. Vitus (1755) und Pfarrhof (rechts)

Die erste urkundliche Erwähnung eines Gotteshauses in Fützen findet man im Jahr 1179. Doch vermutlich existierte diese Kirche – wohl eher eine Kapelle – schon viel früher, da die Ortschaft bereits damals den Namen Vitusheim trug. Sicher ist allerdings, dass zu jener Zeit die Gemeinde Fützen und ihre Geistlichen in engem Kontakt zum Kloster St. Georgen standen. Urkundlich erwähnt ist, dass im Jahre 1594 auf Beschluss der Gemeinde Fützen, der Pfarrgemeinde und des Klosters St. Blasien, zu dessen Einflussbereich die Pfarrei mittlerweile gehörte, die alte Kirche abgerissen wurde, um an gleicher Stelle eine neue, größere zu errichten. Der gegenwärtige Bau stammt aus den Jahren 1750–1755. 1945 schwer beschädigt.
Der Pfarrhof (damals Klosterhof) besteht wohl seit dem frühen Mittelalter. Erster urkundlicher Bericht von der Erbauung eines „neuen Pfarrhofes“ 1618, um 1717 renoviert und 1765–1768 grundlegend umgebaut und erweitert.

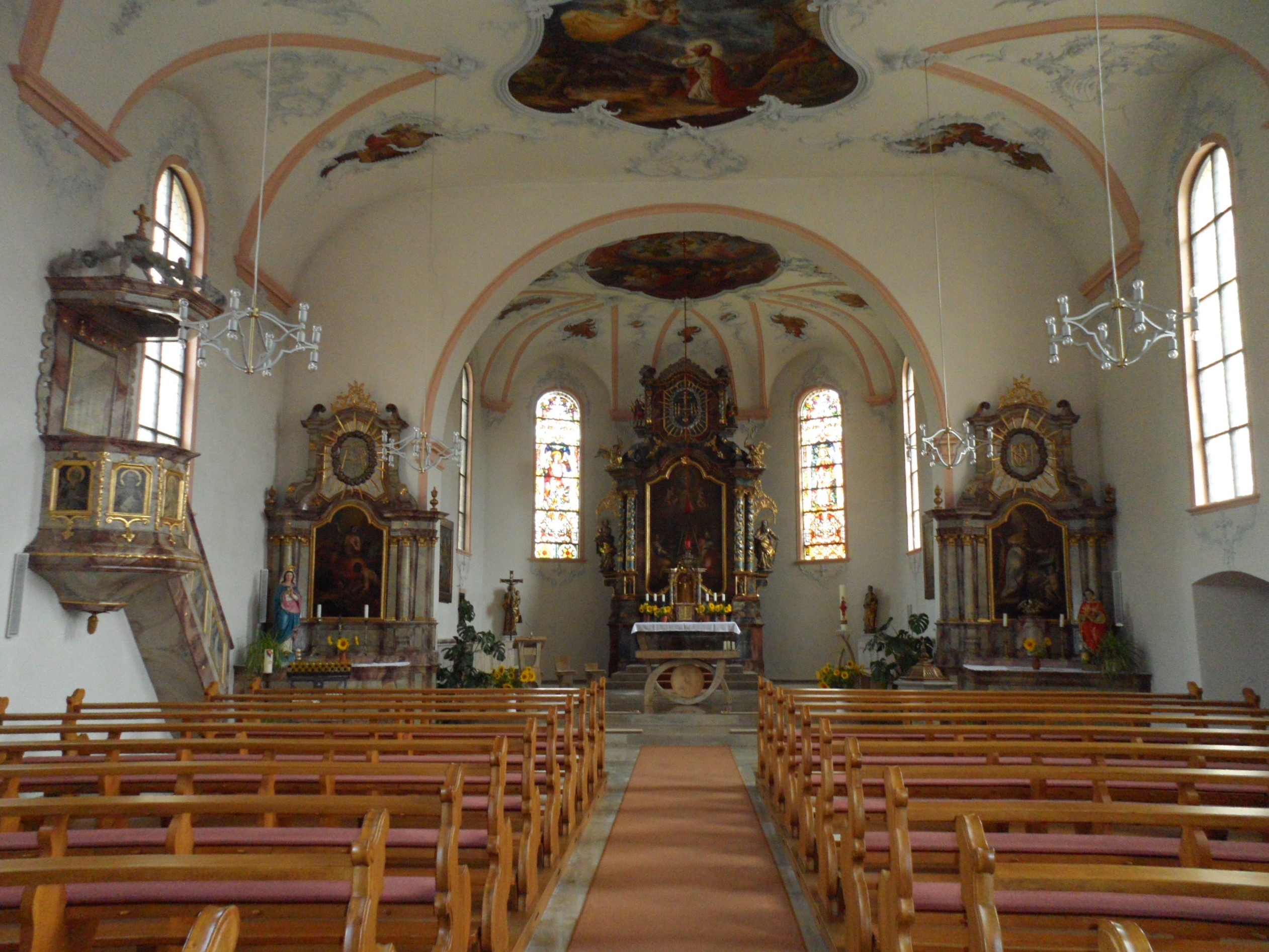
Kirche St. Vitus (1755)

Seit dem Jahre 1448 gehörte Fützen zur Herrschaft des Klosters St. Blasien. Dadurch oblag dem Kloster auch die Aufgabe, die Priester für die Pfarrei zu ernennen. Diese hatten neben der seelsorgerischen Tätigkeit auch für die Hebung des Bildungsstandes der Bürger zu sorgen. Diese Aufgabe übernahmen Schulmeister in Winterschulen. Zusätzlich hielten die Geistlichen Ausschau nach begabten Jungen, die nach einer Vorbildung im Pfarrhaus nach St. Blasien geschickt wurden. Dort stellte man die Eignung der Prüflinge für weitere Studien fest und ließ sie bei entsprechenden Voraussetzungen auf Kosten des Klosters ein Studium absolvieren. Man verpflichtete die Studenten dabei aber nicht auf ein Theologiestudium in einer Klosterschule, sondern förderte sie bei vorhandenem Interesse auch beim Studium an einer Universität zur Ausbildung in Medizin, Rechtswissenschaft usw. Auf diese Weise brachten es einige Fützener Bürger zu hohen Ämtern und Titeln.

## Persönlichkeiten aus Fützen
- Martin I., Abt zu St. Blasien, stammte aus der Familie Meister, welche der Sage nach früher Fischer geheißen hatte. Im Wappen führte er einen Fisch mit einem Mühlrad.
- Johann Conrad Gleichauf († 1769) von Fützen erhielt die Ehrenstelle eines Kaiserlich-Königlichen Rates und wurde am 23. Mai 1746 in den erblichen Adelsstand mit dem Titel „von Gleichenstein“ erhoben. Ein Nachkomme war Ignaz von Gleichenstein.
- Adam Meister war von 1606 bis 1633 Professor an der Universität Freiburg (Rechtswissenschaft).
- Michael Gleichauf, Sohn des Barbiers von Fützen, studierte in München Chirurgie.
- Antoni Meister studierte um 1800 mit Unterstützung des Klosters St. Blasien Theologie in Salzburg und Wien.

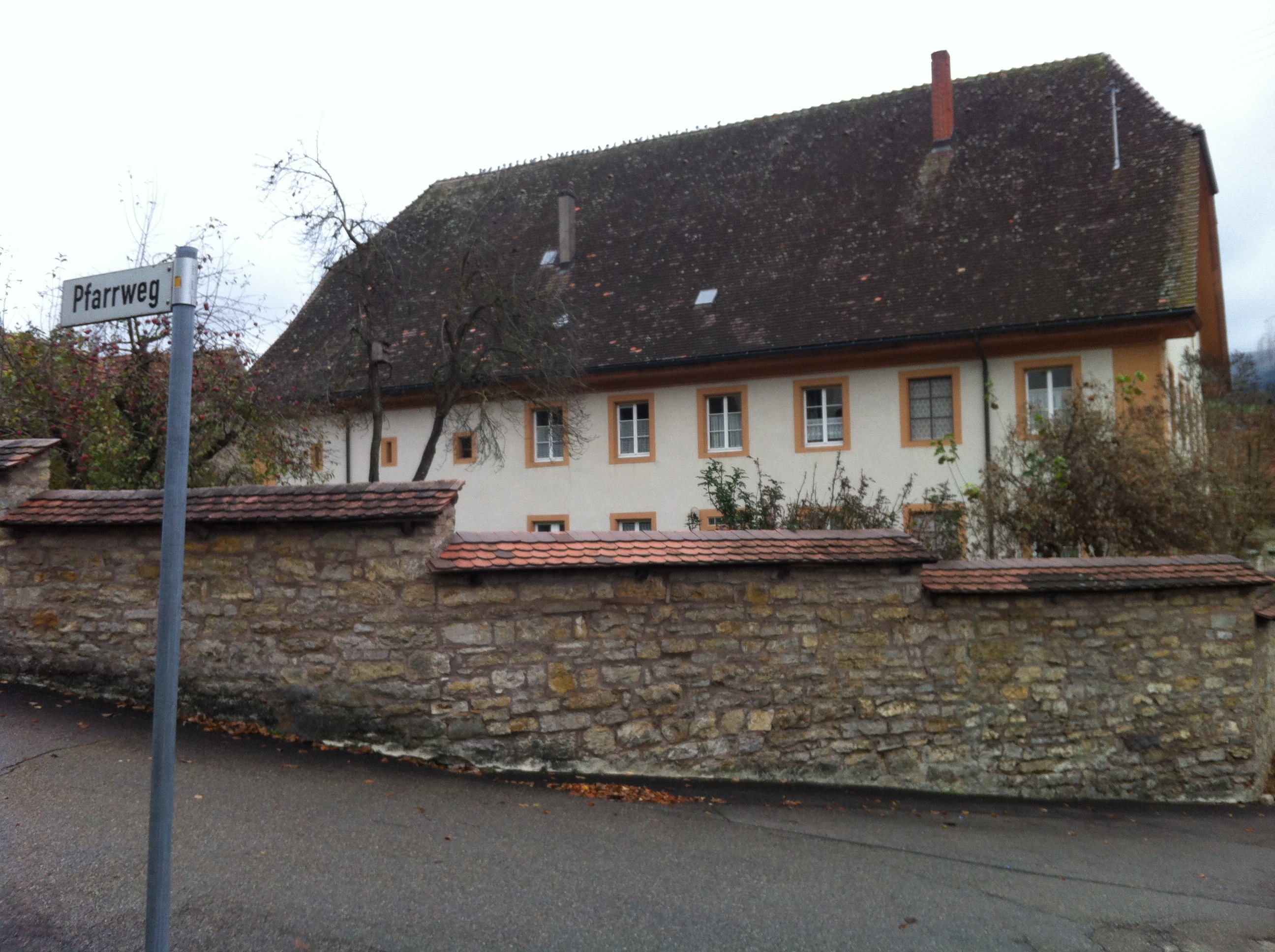
Der Pfarrhof, im Krieg auch ständiges Offiziersquartier